# Zeittafel China

Gebietsveränderungen zu Beginn jeder neuen chinesischen Dynastie

Die Zeittafel China liefert eine schematische Schnellübersicht über die lange, wechselvolle Geschichte Chinas, beginnend bei den antiken Hochkulturen, über die lange Reihe der Kaiserdynastien bis zur Zeit der Republiken und zu wichtigen Daten, insbesondere des 20. und 21. Jahrhunderts.
Für eine inhaltliche Übersicht siehe: Geschichte Chinas.

## Periodisierung der chinesischen Geschichte
Auflistung der Artikel zu den einzelnen Perioden der chinesischen Geschichte (in Klammern Schreibweise in Chinesischen Schriftzeichen).

### Prähistorisches China
- Hemudu-Kultur (河姆渡): ca. 7000–4000 v. Chr.
- Yangshao-Kultur (仰韶): ca. 5000–2000 v. Chr.
  - Banpo-Siedlung
- Longshan-Kultur (龍山): ca. 3000–2000 v. Chr.
- Liangzhu-Kultur (良渚): ca. 3300–2200 v. Chr.

### Antikes China
- Xia-Dynastie (夏): etwa 2070–1600 v. Chr.
- Shang-Dynastie (商); auch als „Yin“ bezeichnet, etwa 1700–1100 v. Chr.
- Zhou-Dynastie (周) etwa 1100–256 v. Chr.
  - Westliche Zhou-Dynastie (西周), Xizhou: 1100–770 v. Chr.
  - Östliche Zhou-Dynastie (東周), Dongzhou: 770–256 v. Chr.
    - Zeit der Frühlings- und Herbstannalen (春秋), Chunqiu: 770–476 v. Chr.
    - Zeit der Streitenden Reiche (戰國), Zhanguo: 476–221 v. Chr.

### Kaiserzeit
- Qin-Dynastie (秦): 221–207 v. Chr.
  - Kaiser Shihuangdi (始皇): 221–210 v. Chr.
  - Kaiser Qin Er Shi (秦二世) : 209–207 v. Chr.
  - Kaiser Ziying (子婴) : 207–206 v. Chr.

- Han-Dynastie (漢): 206 v. Chr.–220 n. Chr.
  - Westliche Han-Dynastie (前漢), Qian-Han (auch als westliche Han (西漢), Xi-Han bezeichnet): 200 v. Chr.–9 n. Chr.
    - Kaiser Han Gaozu (漢高祖): 206–195 v. Chr.
    - Kaiser Han Wudi (漢武帝): 140–87 v. Chr.

  - Interregnum von Wang Mang (Xin-Dynastie) und Anarchie (王莽): 9–25 n. Chr.
  - Spätere Han (後漢), Hou-Han (auch als östliche Han (東漢), Dong-Han bezeichnet): 25–220 n. Chr.

- Die Zeit der Drei Reiche (三國), Sanguo: 220–280
  - Wei-Dynastie (魏): 220–265
    - Kaiser Cao Pi: 220–226

  - Shu Han (蜀): 221–263
    - Kaiser Liu Bei: 221–223

  - Wu-Dynastie (吳): 222–280
    - Kaiser Sun Quan: 222–252

- Jin-Dynastie (晉朝): 265–420
  - Westliche Jin-Dynastie (西晉), Xi-Jin: 265–316
  - Östliche Jin-Dynastie (東晉), Dong-Jin: 317–420
  - Die Sechzehn Königreiche
    - Han-Zhao (auch die Frühere Zhao genannt, 304–329)
    - Cheng-Han (auch die Frühere Shu genannt, 304–347)
    - Spätere Zhao (319–350)
    - Frühere Liang (324–376)
    - Frühere Yan (337–370)
    - Frühere Qin (350–394)
    - Spätere Qin (384–417)
    - Spätere Yan (384–409)
    - Westliche Qin (385–431)
    - Spätere Liang (386–403)
    - Südliche Liang (397–414)
    - Südliche Yan (398–410)
    - Westliche Liang (400–420)
    - Nördliche Liang (401–439)
    - Xia (407–431)
    - Nördliche Yan (409–433)

- Südliche und Nördliche Dynastien, (南北朝), Nanbei-Chao: 420–589
  - Südliche Dynastien, (南朝), Nanchao:
    - Frühere Song-Dynastie, (劉宋 / 刘宋) Liu-Song: 420–479
    - Qi-Dynastie, (齊): 479–502
    - Liang, (梁): 502–557
      - Kaiser Liang Wu Di 502–549

    - Chen, (陳): 557–589

  - Nördliche Dynastien, (北朝), Beichao:
    - Nördliche Wei, Bei-Wei: 386–534
    - Östliche Wei, Dong-Wei: 534–550
    - Westliche Wei, Xi-Wei: 535–557
    - Nördliche Qi, Bei-Qi: 550–577
    - Nördliche Zhou, Bei-Zhou: 557–581

- Sui-Dynastie (隋): 581–618
  - Kaiser Wen Di: 581–604
  - Kaiser Yang Di: 605–617

- Tang-Dynastie (唐): 618–907
  - Kaiser Taizong: 626–649
  - Kaiserin Wu Zetian und ihre Wuzhou-Dynastie (690–705)
  - Kaiser Xuanzong: 712–756

- Die Fünf Dynastien und Zehn Königreiche (五代十國): (907–960)
  - Die Fünf Dynastien (五代), Wudai: 907–960
    - Späte Liang-Dynastie, Hou-Liang: 907–936
    - Spätere Tang, Hou-Tang: 923–936
    - Spätere Jin, Hou-Jin: 936–947
    - Spätere Han, Hou-Han: 947–950
    - Spätere Zhou, Hou-Zhou: 951–960

  - Die Zehn Königreiche
    - Wuyue (904–978)
    - Ming (909–945)
      - Yin (943–945)

    - Jingnan (906–963)
    - Chu (897–951)
    - Wu (904–937)
    - Südliche Tang (937–975)
    - Südliche Han (917–971)
    - Nördliche Han (951–979)
    - Frühere Shu (907–925)
    - Spätere Shu (934–965)

- Liao-Dynastie: 916–1125 (Qidan-Dynastie in Nordchina)
- Song-Dynastie (宋): 960–1279
  - Nördliche Song, Bei-Song: 960–1127
    - Kaiser Taizu: 960–976
    - Kaiser Huizong: 1101–1125

  - Südliche Song, Nan-Song: 1127–1279
    - Kaiser Lizong: 1224–1264
- Westliche Xia-Dynastie: 1038–1227 (Reich auf dem Gebiet des heutigen Gansu und Ningxia)
- Jin-Dynastie (金): 1115–1234 (Ruzhen-Dynastie in Nordchina)
  - Kaiser Jin Shizong: 1161–1189

- Yuan-Dynastie (元): 1261–1368 (mongolische Dynastie)
  - Kaiser Kublai Khan (Shizu): 1279–1294
  - Periode Zhizheng (Toghan Timur): 1341–1368

- Ming-Dynastie (明): 1368–1644
  - Kaiser Zhu Yuanzhang (Hongwu-Kaiser) 1368–1398 erster Ming-Kaiser
  - Kaiser Zhu Di (Yongle-Kaiser) 1402–1424
  - Kaiser Zhu Gaochi (Hongxi-Kaiser) 1424–1425
  - Kaiser Zhu Zhanji (Xuande-Kaiser) 1425–1435
  - Kaiser Zhu Qizhen (Zhengtong-Kaiser) 1435–1449
  - Kaiser Zhu Qiyu (Jingtai-Kaiser) 1449–1457
  - Kaiser Zhu Qizhen (Zhengtong-Kaiser) 1447–1464
  - Kaiser Zhu Jianshen (Chenghua-Kaiser) 1464–1487
  - Kaiser Zhu Youtang (Hongzhi-Kaiser) 1487–1505
  - Kaiser Zhu Houzhao (Zhengde-Kaiser) 1505–1521
  - Kaiser Zhu Houcong (Jiajing-Kaiser) 1521–1566
  - Kaiser Zhu Zaihou (Longqing-Kaiser) 1566–1572
  - Kaiser Zhu Yijun (Wanli-Kaiser) 1572–1620
  - Kaiser Zhu Changluo (Taichang-Kaiser) 1620–1620
  - Kaiser Zhu Youjiao (Tianqi-Kaiser) 1620–1627
  - Kaiser Zhu Youjian (Chongzhen-Kaiser) 1627–1644 Niedergang des Mingreiches

Flagge 1862–1890

- Qing-Dynastie (清): 1644–1911 (mandschurische Dynastie)
  - Shunzhi: 1644–1662 erster Mandschukaiser in China und Begründer der Qing-Dynastie
  - Kangxi: 1662–1722
  - Yongzheng: 1723–1735
  - Qianlong: 1735–1796 Höhepunkt der Qing-Dynastie, längste Regierungszeit aller chinesischen Kaiser
  - Jiaqing: 1796–1820
  - Daoguang: 1820–1850
  - Xianfeng: 1850–1861
  - Tongzhi: 1861–1874
  - Guangxu: 1874–1908
  - Xuang Tong (Puyi): 1908–1912

### Modernes China
- Republik China (中华民国/中華民國, Zhōnghuá mínguó): seit 1912
  - Neuorganisierte Regierung der Republik China: 1940–1945 japanische Marionettenregierung
  - Republik China (Taiwan): seit 1949 nur noch auf Taiwan

- Kaiserreich China (中華帝國, Zhōnghuá dìguó): 1915–1916 (Hongxian-Dynastie)
  - Yuan Shikai: 12. Dezember 1915 bis 22. März 1916

- Mandschukuo (滿洲國, Mǎnzhōu guó/Manshū koku): 1932–1945 japanischer Marionettenstaat in Nordchina
  - Kāngdé (Puyi): 1932–1945

- Volksrepublik China (中华人民共和国/中華人民共和國, Zhōnghuá rénmín gònghéguó): seit 1949

## Ereignisse
Im Folgenden eine unvollständige Auflistung nennenswerter geschichtlicher Ereignisse in China, für die eigene Artikel vorliegen.
- Gründung des Kaiserreichs China durch Qin Shihuangdi, 221 v. Chr.
- Kaiser Qin Shihuangdi lässt die Mauern früherer Teilstaaten verbinden und verlängern. Dadurch entsteht die erste Große Mauer vom Wei-Tal bis zum Gelben Meer, 214 v. Chr.
- Dschingis Khan fällt 1211 in China ein
- Marco Polo als beobachtender und berichterstattender Reisender in China, 1275–1292
- Sturz der Ming-Dynastie, 1644
- Erster Opiumkrieg, 1839–1842
- Taiping-Aufstand, 1851–1864
- Zweiter Opiumkrieg, 1856–1860
- Erster Japanisch-Chinesischer Krieg, 1894–1895
- Boxeraufstand, 1900
- Sturz der Qing-Dynastie, 1911
- Zweiter Japanisch-Chinesischer Krieg, 1937–1945
- Gründung der Volksrepublik China durch Mao Zedong, 1. Oktober 1949
- Kulturrevolution, 1966–1976
- Richard Nixon besucht China, 1972
- Reform-Ära, seit 1978
- Massaker auf dem Platz des himmlischen Friedens, 4. Juni 1989
- Austragung der Olympischen Sommerspiele in Peking, 2008
- Austragung der Olympischen Winterspiele in Peking, 2022

## Merkspruch für die Dynastien
Es gibt chinesische Merkverse, in denen die Urkaiser, alle Dynastien und die Republik China in ihrer zeitlichen Reihenfolge aufgeführt werden:
三皇五帝夏商周 Sānhuáng Wǔdì Xià Shāng Zhōu
春秋戰國秦漢流 Chūnqiū Zhànguó Qín Hàn Liú
三國魏晉南北隋 Sānguó Wèi Jìn Nánběi Suí
唐宋元明清民收 Táng Sòng Yuán Míng Qīng Mín Shōu